# Championnat d'Afrique du Sud de snooker
Le championnat d'Afrique du Sud est un tournoi de snooker créé en 1948 et disparu en 1989 ouvert uniquement aux joueurs professionnels sud-africains.

## Histoire
Entre 1948 et 1984, le tournoi se déroule sous la forme d'un challenge, excepté l'édition 1979 remportée par Derek Meanie dans un format à élimination directe. Cette période est dominée par Peter puis Perrie Mans et par Fred Van Rensburg. Ce championnat retrouve le format à élimination directe pour les 3 dernières éditions en 1986, 1988 et 1989. Il n'est pas reconduit l'année suivante ; l'organisateur, la WPBSA, cessant son sponsoring.

## Palmarès
| Année                                     | Lieu                                      | Vainqueur                                 | Finaliste                                 | Score                                     | Saison                                    |
| Championnat d'Afrique du Sud (non classé) | Championnat d'Afrique du Sud (non classé) | Championnat d'Afrique du Sud (non classé) | Championnat d'Afrique du Sud (non classé) | Championnat d'Afrique du Sud (non classé) | Championnat d'Afrique du Sud (non classé) |
| ----------------------------------------- | ----------------------------------------- | ----------------------------------------- | ----------------------------------------- | ----------------------------------------- | ----------------------------------------- |
| 1948-1950                                 |                                           | Peter Mans                                | Divers challenges                         |                                           |                                           |
| 1950-1965                                 |                                           | Fred Van Rensburg                         | Divers challenges                         |                                           |                                           |
| 1965–1977                                 |                                           | Perrie Mans                               | Divers challenges                         |                                           |                                           |
| 1978                                      |                                           | Perrie Mans                               | Silvino Francisco                         | 9–5                                       | 1978-1979                                 |
| 1979                                      |                                           | Derek Mienie                              | Jimmy van Rensberg                        | 9–6                                       | 1979-1980                                 |
| 1980–1984                                 |                                           | Perrie Mans                               | Divers challenges                         |                                           |                                           |
| 1986                                      | Johannesbourg                             | Silvino Francisco                         | Francois Ellis                            | 9-1                                       | 1986-1987                                 |
| 1988                                      | Germiston                                 | Francois Ellis                            | Jimmy van Rensberg                        | 9-4                                       | 1987-1988                                 |
| 1989                                      | Johannesbourg                             | Perrie Mans                               | Robbie Grace                              | 8-5                                       | 1988-1989                                 |